# Leucomium cuspidatum
Leucomium cuspidatum là một loài Rêu trong họ Leucomiaceae. Loài này được (Müll. Hal.) A. Jaeger mô tả khoa học đầu tiên năm 1880.